# 網球王子音樂劇第四季
網球王子音樂劇第三季，繼網球王子音樂劇第一季、第二季、第三季受到廣大粉絲的支持後，於2021年開始再次進行的的公演。

## 製作發表
網球王子音樂劇於2020年9月4日於官網發布同時發表新網球王子音樂劇及網球王子音樂劇第四季公演的消息，並會同時進行公演。
2021年3月4日官網發表了第四季開始的消息，並於同月16日發表了青學及不動風的演員名單，並於5月10日對外舉辦演員發表會。

## 各公演與原著對照表
| 公演                                                             | 對戰學校                | 場面                        | 原著漫畫        |
| ---------------------------------------------------------------- | ----------------------- | --------------------------- | --------------- |
| ミュージカル『テニスの王子様』4thシーズン 青学VS不動峰           | 校內排名賽 & 不動峰中學 | 校內排名賽 & 地區預賽・決賽 | 第1集 – 第5集   |
| ミュージカル『テニスの王子様』4thシーズン 青学vs聖ルドルフ・山吹 | 聖魯道夫・山吹          | 東京都大會・複賽・決賽      | 第7集 – 第13集  |
| ミュージカル『テニスの王子様』4thシーズン 青学vs氷帝             | 冰帝學園                | 關東大賽・第一輪            | 第13集 – 第18集 |
| ミュージカル『テニスの王子様』4thシーズン 青学vs六角             | 六角中學                | 關東大賽・準決賽            | 第20集 – 第21集 |
| ミュージカル『テニスの王子様』4thシーズン 青学vs立海             | 立海大附中              | 關東大賽・決賽              | 第21集 – 第27集 |
|                                                                  | 比嘉中學                | 全國大賽・二回戰            | 第29集 – 第31集 |
|                                                                  | 冰帝學園                | 全國大賽・複賽              | 第32集 – 第35集 |
|                                                                  | 四天宝寺中學            | 全國大賽・準決賽            | 第35集 – 第39集 |
|                                                                  | 立海大附中              | 全國大賽・決賽              | 第39集 – 第42集 |

## 公演一覽表
ミュージカル『テニスの王子様』4thシーズン お披露目会
東京：2021年5月29日 IN 品川プリンスホテル ステラボール
ミュージカル『テニスの王子様』4thシーズン 青学VS不動峰
東京：2021年7月9日 - 18日 IN TOKYO DOME CITY HALL
熊本：2021年7月23日 - 25日 IN 熊本城ホール
大阪：2021年7月30日 - 8月8日 IN メルパルクホール大阪
東京凱旋：2021年8月20日 - 29日 IN 日本青年館ホール
ミュージカル『テニスの王子様』4thシーズン 青学VS聖ルドルフ & 山吹
東京：2022年7月5日 - 13日 IN 日本青年館ホール
大阪：2022年7月27日 - 31日 IN メルパルクホール大阪
福岡：2022年8月11日 - 13日 IN キャナルシティ劇場
東京凱旋：2022年8月19日 - 28日 IN 天王洲 銀河劇場
ミュージカル『テニスの王子様』4thシーズン 青学VS氷帝
東京：2023年1月7日 - 15日 IN TACHIKAWA STAGE GARDEN
大阪：2023年1月20日 - 29日 IN メルパルクホール大阪
福岡：2023年2月3日 - 5日 IN キャナルシティ劇場
岐阜：2023年2月17日 - 19日 IN 土岐市文化プラザ サンホール
東京凱旋：2023年2月25 日 - 3月5日 IN TOKYO DOME CITY HALL
ミュージカル『テニスの王子様』4thシーズン 青学vs六角
東京：2023年7月15日 - 23日 IN TACHIKAWA STAGE GARDEN
大阪：2023年7月28日 - 8月6日 IN COOL JAPAN PARK OSAKA WWホール
愛知：2023年8月18日 - 20日 IN 名古屋文理大学文化フォーラム（稲沢市民会館）大ホール
東京凱旋：2023年8月26日 - 9月3日 IN 日本青年館ホール
テニミュ秋の合同⼤運動会2023
東京：2023年11月14日 - 15日 IN 有明競技場
ミュージカル『テニスの王子様』4thシーズン 青学vs立海
東京：2024年1月13日 - 21日 IN TACHIKAWA STAGE GARDEN
大阪：2024年1月26日 - 2月3日 IN オリックス劇場
岐阜：2024年2月9日 - 2月11日 IN 土岐市文化プラザ サンホール
東京凱旋：2024年2月23日 - 3月2日 IN 日本青年館ホール
ミュージカル『テニスの王子様』4thシーズン Dream Live 2024～Memorial Match～
兵庫：2024年5月25日 - 5月26日 IN 神戸ワールド記念ホール
東京：2023年5月31日 - 6月2日 IN 有明競技場

## 4th歷代網音演員出演陣容
- 補足：與前三季相同，所有演員陣容將接續第三季的陣容繼續往下編輯。
- 補足：在新網音飾演越前龍馬、手塚國光、桃城 武、橘 桔平及亞久津 仁的演員將直接投入第四季的公演。

其他季度演員資訊請參閱「網球王子音樂劇」及「網球王子音樂劇第二季」及「網球王子音樂劇第三季」

### 青春學園演員陣容

#### 青学十一代演員陣容（不動峰 - 立海）
- 越前 龍馬：今牧輝琉（日语：今牧輝琉）
- 手塚 國光：山田健登（日语：山田健登）
- 大石 秀一郎：原 貴和（日语：原貴和）
- 不二 周助：持田悠生（日语：持田悠生）
- 菊丸 英二：富本惣昭（日语：富本惣昭）
- 乾 貞治：
- 河村 隆：大友 海（日语：大友海）
- 桃城 武：寶珠山駿（日语：寶珠山駿）
- 海堂 薰：岩崎悠雅（日语：岩崎悠雅）
- 堀尾 聰史：りょうた（日语：りょうた）
- 加藤 勝郎：（お披露目会、不動峰）、
- 水野 勝雄：
- 池田 雅也：大野紘幸（日语：大野紘幸）[3]

#### 青学十二代演員陣容（比嘉 - ）
- 越前 龍馬：竹内雄大（日语：竹内雄大）
- 手塚 國光：寺田友哉（日语：寺田友哉）
- 大石 秀一郎：藤本力翔（日语：藤本力翔）
- 不二 周助：橋本勇大（日语：橋本勇大）
- 菊丸 英二：長嶺龍汰（日语：長嶺龍汰）
- 乾 貞治：世良大雅（日语：世良大雅）
- 河村 隆：坂上翔麻（日语：坂上翔麻）
- 桃城 武：有岡歩斗（日语：有岡歩斗）
- 海堂 薰：渡邊 樹（日语：渡邊 樹）
- 堀尾 聰史：大山蓮斗（日语：大山蓮斗）
- 加藤 勝郎：加藤央睦（日语：加藤央睦）
- 水野 勝雄：中川湊斗（日语：中川湊斗）

### 不動峰四代演員陣容（青學：十一代）
- 橘 桔平：
- 伊武 深司：土屋直武（日语：土屋直武）
- 神尾 彰：毎熊宏介（日语：毎熊宏介）
- 石田 鐵：柊太朗
- 櫻井 雅也：
- 内村 京介：
- 森 辰徳：

### 聖魯道夫四代演員陣容（青學：十一代）
- 観月 初：三井淳平（日语：三井淳平 (歌手)）
- 不二 裕太：
- 赤澤 吉朗：
- 柳澤 慎也：
- 木更津 淳：
- 金田 一郎：
- 野村 拓也：

### 山吹四代演員陣容（青學：十一代）
- 千石 清純：
- 亞久津 仁：益永拓弥（日语：益永拓弥）
- 南 健太郎：
- 東方 雅美：
- 室町 十次：
- 新渡米 稲吉：松原 凛（日语：松原凛）
- 喜多 一馬：
- 壇 太一：

### 冰帝五代演员阵容（青学：十一代）
- 跡部 景吾：高橋怜也（日语：高橋怜也）
- 忍足 侑士：草地稜之（日语：草地稜之）
- 向日 岳人：
- 宍戸 亮：
- 芥川 慈郎：横山賀三（日语：横山賀三）
- 滝 萩之介：
- 樺地 崇弘：
- 鳳 長太郎：
- 日吉 若：酒寄楓太（日语：酒寄楓太）

### 六角四代演員陣容（青學：十一代）
- 葵 剣太郎：[4]
- 佐伯 虎次郎：
- 黒羽 春風：桐田伶音（日语：桐田伶音）
- 天根 光：
- 樹 希彦：
- 木更津 亮：
- 首藤 聡：
- 老爹：うじすけ（日语：うじすけ）

### 緑山初代演員陣容（青學：十一代）
- 季楽 靖幸：HARUKI

### 立海五代演員陣容（青學：十一代）
- 幸村 精市：潮見洸太（日语：潮見洸太）
- 真田 弦一郎：速川大弥（日语：速川大弥）
- 柳 蓮二：梶山武雅（日语：梶山武雅）
- 柳生 比呂士：中山清太郎（日语：中山清太郎）
- 仁王 雅治：蒼井嵐樹（日语：蒼井嵐樹）
- 胡狼 桑原：大村征弥（日语：大村征弥）
- 丸井 聞太：白金倫太郎（日语：白金倫太郎）
- 切原 赤也：木村聖哉（日语：木村聖哉）

### 特別演出
- 越前 南次郎：中河内雅貴
- 井上 守：北代高士（日语：北代高士）

### 網音男孩（テニミュボーイズ）
網音男孩為『新網球王子音樂劇』及『網球王子音樂劇第四季』飾演其他原作配角的演員
- 大野紘幸（日语：大野紘幸）
- 玉元風海人（日语：玉元風海人）
- 鈴木達也（日语：鈴木達也 (俳優)）

## 4th歷代青學的畢業歌
繼1st、2nd、3rd，當然第四季的青學也要有屬於自己的畢業歌。
- 十一代：青春チーム（青春TEAM）

## 第四季公演安可曲
| 歌曲                                    | 初唱                   | 第四季狀況 | 備住                                                                         |
| --------------------------------------- | ---------------------- | ---------- | ---------------------------------------------------------------------------- |
| 選手宣誓！                              | 青学vs不動峰（第四季） | 使用中     | 實屬第四季的安可曲，除了青學，根據公演對手校都會有不同角色的固定自我介紹歌詞 |
| プレサマートーナメント （夏季前錦標賽） | 青学vs氷帝（第四季）   | 使用中     | 實屬第四季的安可曲                                                           |

## 外部連結
- 官方網站（日） （页面存档备份，存于）
- 公式Blog（日） （页面存档备份，存于）